# Lou Donaldson
Lou Donaldson (Badin, 1º novembre 1926 – Daytona Beach, 9 novembre 2024) è stato un sassofonista statunitense di musica jazz.

## Biografia
Lou Donaldson apprese i rudimenti della musica dalla madre, concertista e insegnante di pianoforte. Ma quanto allo strumento musicale il figlio preferì non seguire le orme materne e perciò, stimolato comunque dalla madre e sotto la sua guida, da giovane imparò a suonare il clarinetto.
Dopo essere passato al sassofono contralto e aver frequentato il college, e dopo aver suonato nella banda militare durante il servizio di leva, si spostò a New York dove nei primi tempi si unì in sala d'incisione a Milt Jackson e a Thelonious Monk, per poi associarsi per brevi periodi ad Art Blakey e a Charles Mingus. Successivamente iniziò a registrare per la Blue Note nei cui studi fece affluire artisti di prim'ordine fra i quali Horace Silver, Clifford Brown, Horace Parlan, Grant Green, Tommy Turrentine, Blue Mitchell, Donald Byrd, John Patton e Curtis Fuller. La formazione con cui suonò per più tempo lo vedeva con il pianista Herman Foster, il percussionista Ray Barretto, il contrabbassista Peck Morrison e il batterista Dave Bailey.
Dopo alcune esperienze con altre etichette, Donaldson fece ritorno alla Blue Note per la quale nel 1967 registrò Lush Life con un altro gruppo di musicisti:Freddie Hubbard alla tromba, Wayne Shorter al sassofono tenore, Pepper Adams al sax baritono, Jerry Dodgion al sax alto, Garnett Brown al trombone, McCoy Tyner al pianoforte, Ron Carter al contrabbasso e Al Harewood alla batteria, album il cui arrangiamento fu curato da Duke Pearson. In seguito cominciò a far uso di un sax elettronico che stemperò il suo vigore, e il sassofonista assecondò il mercato dedicandosi a schemi funky disimpegnati e a contaminazioni col rhythm & blues.
Fra gli altri riconoscimenti per i suoi contributi musicali, Donaldson ricevette un Dottorato dall'Università della North Carolina che istituì una speciale borsa di studio annuale intitolata al sassofonista in favore del musicista jazz più dotato.

## Discografia
- 1952 - New Faces-New Sounds Blue Note Records BLP 5021
- 1953 - New Faces-New Sounds Blue Note Records BLP 5030
- 1954 - Lou Donaldson Sextet, Vol.2 Blue Note Records BLP 5055
- 1957 - Quartet/Quintet/Sextet Blue Note Records BLP 1537
- 1957 - Wailing with Lou Blue Note Records BLP 1545
- 1957 - Swing and Soul Blue Note Records BLP 1566
- 1958 - Lou Takes Off Blue Note Records BLP 1591
- 1958 - Blues Walk Blue Note Records BLP 1593
- 1959 - Light-Foot Blue Note Records BLP 4053
- 1959 - LD+3 Blue Note Records BLP 4012
- 1959 - The Time Is Right Blue Note Records BLP 4025
- 1960 - Sunny Side Up Blue Note Records BLP 4036
- 1960 - Midnight Sun Blue Note Records LT 1028 (pubblicato nel 1980)
- 1961 - Here 'Tis Blue Note Records BLP 4066
- 1961 - Gravy Train Blue Note Records BLP 4079
- 1962 - The Natural Soul Blue Note Records BLP 4108
- 1963 - Good Gracious! Blue Note Records BLP 4125
- 1963 - A Man with a Horn Blue Note Records 7243 5 21436-2 (pubblicato nel 1999)
- 1963 - Signifyin' Argo Records LP 724
- 1964 - Cole Slaw Cadet Records LP 768
- 1964 - Rough House Blues Cadet Records LPS 815
- 1964 - Possum Head Argo Records LP 734
- 1965 - Musty Rusty Cadet Records LP 759
- 1965 - Fried Buzzard Cadet Records LPS 842 (pubblicato nel 1971)
- 1966 - Blowing in the Wind Cadet Records LP 789
- 1966 - At His Best Cadet Records LPS 815
- 1967 - Lush Life Blue Note Records BST 84254
- 1967 - Alligator Bogaloo Blue Note Records BLP 4263
- 1967 - Mr. Shing-A-Ling Blue Note Records BST 84271
- 1968 - Midnight Creeper Blue Note Records BST 84280
- 1969 - Say It Loud! Blue Note Records BST 84299
- 1969 - Hot Dog Blue Note Records BST 84318
- 1970 - Everything I Play Is Funky Blue Note Records BST 84337
- 1970 - Pretty Things Blue Note Records BST 84359
- 1970 - The Scorpion (Live at the Cadillac Club) Blue Note Records 7243 8 31876-2
- 1971 - Cosmos Blue Note Records BST 84370
- 1973 - Sophisticated Lou Blue Note Records BN-LA 024-G
- 1973 - Sassy Soul Strut Blue Note Records BN-LA 109-F
- 1974 - Sweet Lou Blue Note Records BN-LA 259-G
- 1976 - A Different Scene Cotillion Records SD 9905
- 1977 - Color as a Way of Life Cotillion Records SD 9915
- 1980 - Fine and Dandy Lobster Records LDC 1022
- 1981 - Sweet Poppa Lou Muse Records MR 5247
- 1981 - Forgotten Man Timeless Records SJP 153
- 1982 - Back Street Muse Records MR 5292
- 1984 - Live in Bologna Timeless Records
- 1991 - Play the Right Thing Milestone Records MCD 9190-2
- 1992 - Birdseed Milestone Records MCD 9198-2
- 1993 - Caracas Milestone Records MCD 9217-2
- 1994 - Sentimental Journey Columbia Records CK 66790
- 2000 – Relaxing at Sea: Live on the QE2[4][7]